# Bodarz
Bodarz (kaszub. buejderz) – narzędzie rybackie służące do łapania głównie węgorzy. Bodarz jest rodzajem ościenia z dwoma rodzajami zębów. Tępe i grubsze zęby palcowe naprowadzają ciało ryby na ostry ząb właściwy, umożliwiając celne przebicie.
Na polskim wybrzeżu Bałtyku stosowano dwa rodzaje bodarzy. 
Bodarz jednozębny spotykany był na całym wybrzeżu, od Braniewa po Szczecin, a także na Zalewie Wiślanym i jeziorach przymorskich. Był też używany na Rugii.
Bodarz grzbietowy miał rząd kilku zębów umieszczonych na przemian. Spotykany na wybrzeżu od Helu do Karwieńskich Błot oraz nad jeziorami: Żarnowieckim, Łebsko, Sarbsko i innymi w ich okolicy.

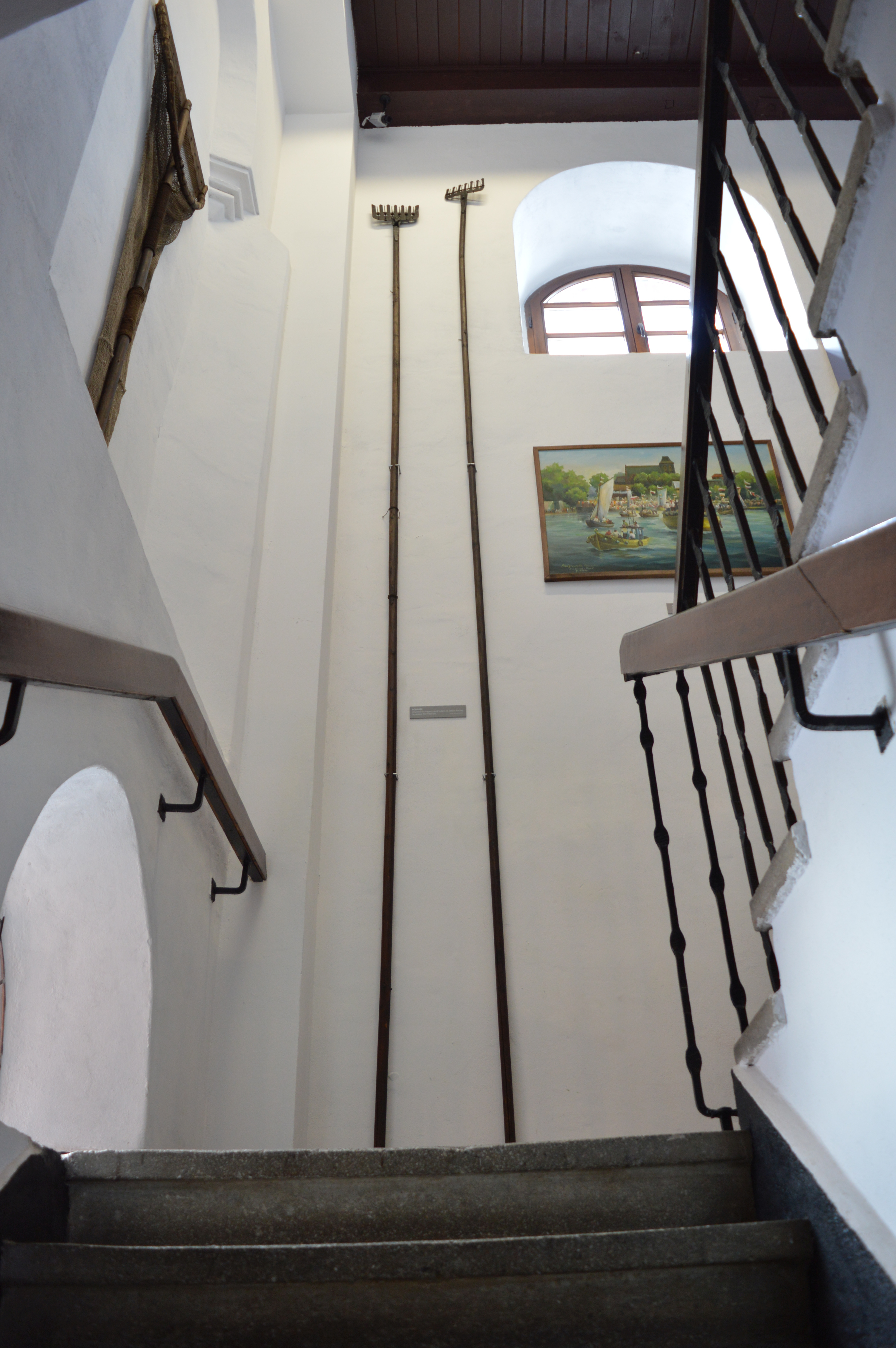
Bodarze grzbietowe na długich trzonkach
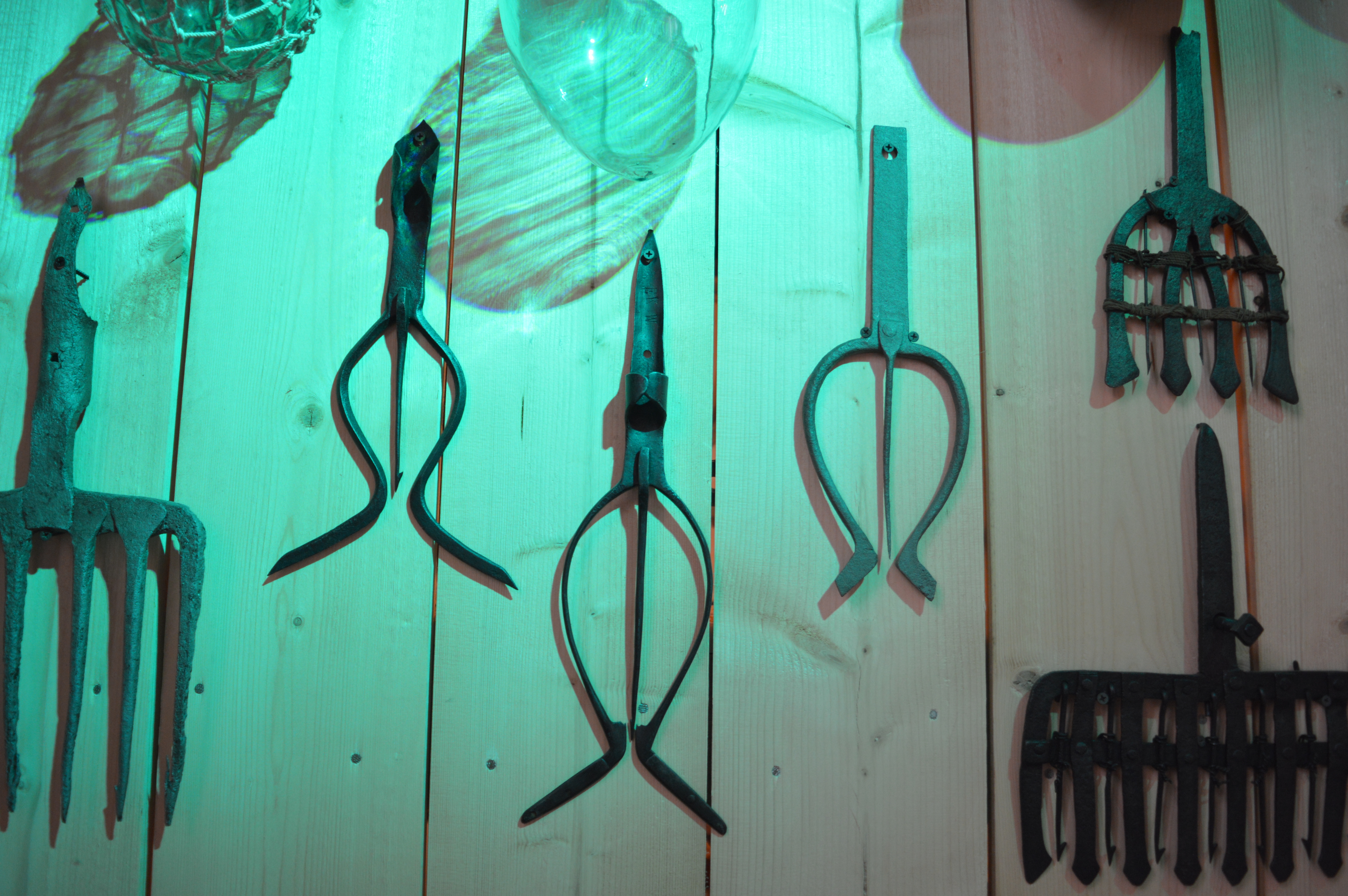
W centrum 3 bodarze jednozębne
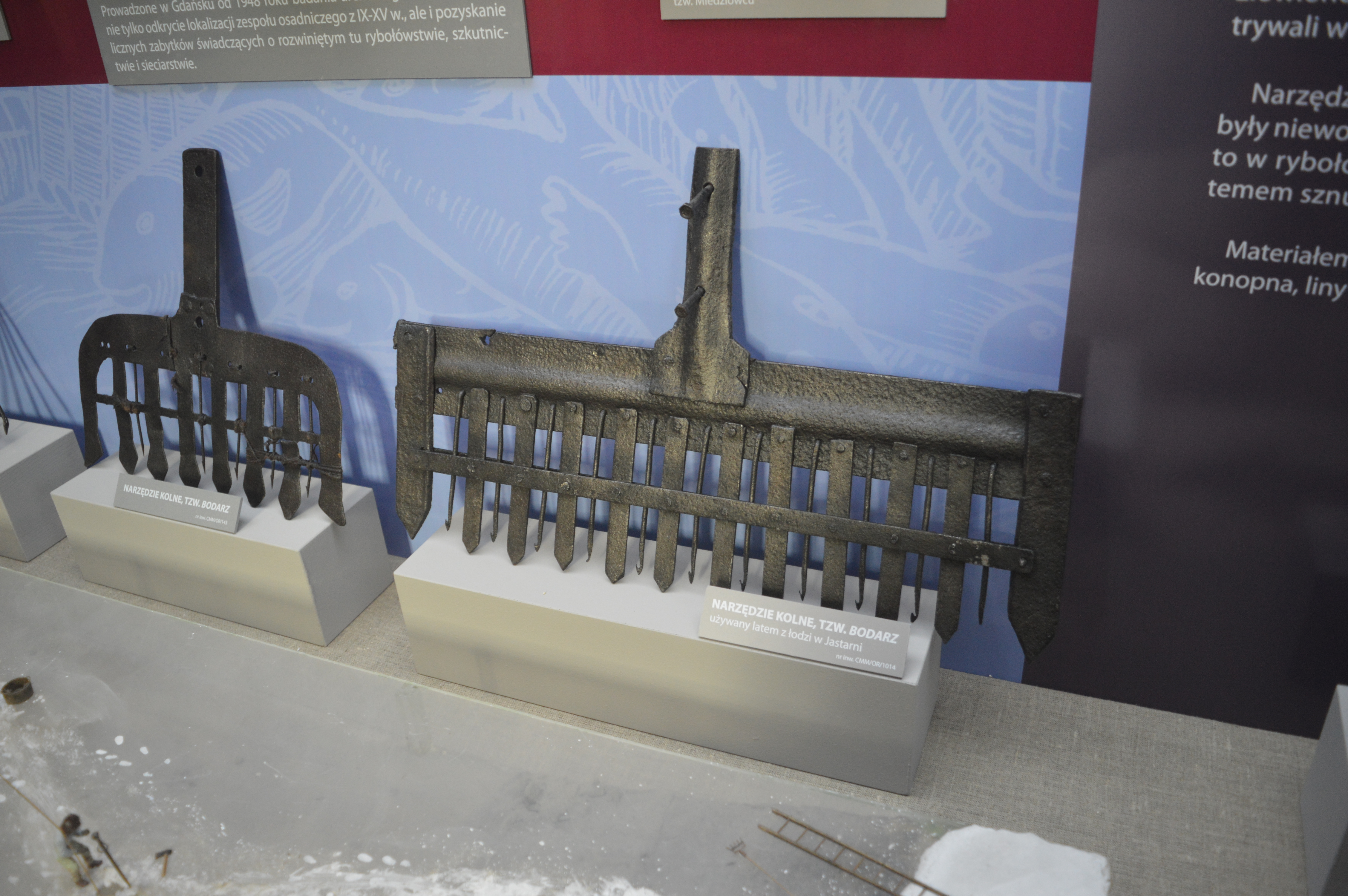
2 bodarze grzbietowe